# Santolininae
Santolininae je podtribus glavočika, dio tribusa Anthemideae. Postoji 10 rodova, a tipični je rod svetolin ili santolina (Santolina).
Jedini predstavnik ovog podtribusa u Hrvatskoj je vazdazeleni mirsini grm mirisni svetolin (Santolina chamaecyparissus) koji raste po Dalmaciji.
Podtribus je opisan 1870.

## Rodovi
1. Chamaemelum Mill.
2. Cladanthus Cass.
3. Mecomischus Coss. ex Benth. & Hook.f.
4. Rhetinolepis Coss.
5. Santolina L.